# 上海市民弁平和学校
上海市民弁平和学校（しゃんはいしみんべんへいわがっこう、中国語簡体字：上海市民办平和学校、ピンイン：Shànghǎishì Mínbàn Pínghé Xuéxiào、英語：Shanghai Pinghe School）は、中華人民共和国上海市浦東新区に位置する独立法人学校である。傘下に小学部（1−5年）、中学部（6−9年）（小学と中学の一部は融合課程部を含む）、高校部（10−12年、IBDP・OSSD課程体系）があるし、小中高一貫教育を実施する。1996年9月に創立したら、上海市内と外国の学生を招致した。
- 上海市民弁平和学校（公式名）
- 上海市平和バイリンガル学校（通称）
- 上海市平和学校（校内通称）

## 概要
上海市浦東新区の碧雲国際コミュニティにあったら、多い外国人と交流することができる。その理由によって、中華人民共和国教育部の要求の以外に、国際的な教育制度も導入。小学校から中学校まで英語の学習の機会が多く、全部英語の教材も使用。また、小学・中学部の中に融合課程部もある。その課程部はすべて外国の教育制度と評価体系を使用。前に独立な「国際部」と呼ばれた。しかし、現在に上海市教育局の要求を応えたら、「融合課程部」と改称し、小学・中学部と合併した。高校部では、中国の九年制義務教育の制限がなかったら、世界証書組織（IBDP、International Baccalaureate Diploma Programme）およびOSSD（カナダのオンタリオ州の教育制度）を採用。高校部を入る前、入学試験がある。成績が高い学生はIBDPを採用される。成績が少々低い学生はOSSDを入る。
中国の普遍な教育システムと異なることは、「負担も少なく、質量も高い」。そういう通り、外国の大学から卒業した、またはアメリカ・イギリスからの本土教師を招致した。

## 略歴
- 1996年9月　創立。
- 1998年　主な教学ビルが建てられる。温水プール、体育館も。
- 2001年　全市向け生徒募集が始まる。
- 2002年9月　高校部でIBDP課程体系を設立（全部に英語教学）。
- 2004年12月　上海市の第一批バイリンガル学校を認定。
- 2009年10月　平和管絃楽団、平和ラグビー隊を建立。
- 2012年7月　「浦東第一名校」（浦東の一番有名な学校）の称号を得る。

## 小学部・中学部

### 生徒・教師
小学部に生徒650人、中学部に生徒441人。生徒はほとんど中国人であり、外国人もいる。
小学部に教師59人、中学部に教師41人。その中で、小学部の副主任は徐韵（シュ・ユン）、中学部の主任は李春雷（リー・チュンレイ）。

### 課程
課程は必修科目・選択科目・成長類科目という分別。
必修：中国語、数学、英語、科学・技術、音楽、美術、体育（水泳を含む）など。
選択：中国の古典的な詩・詞、スペイン語入門、コンピュータープログラミング、書法、サッカー（専科）、バドミントン（専科）、ピアノ、ギター、野球（社団）、海洋研究（社団）など。60つくらいの科目がある。
成長類：基本的な生活技能訓練、安全教育、マナー、人柄養成、社会実践など。

## 融合課程部

### 生徒・教師
融合部で、外国人学生（日本、アメリカ、カナダ、ドイツから）は別の部より多い。
教師の30人の中も外国人の10人（アメリカ、イギリス、香港などから来た）がいる。主任はアメリカのKaren McAdams（ケーレン・マックアダムス）。外国人教師の管理主任はカナダのChristopher Hayes（クリストファー・ヘイズ）。

### 課程
基本：中国語、英語の文学、人文（歴史や地理）、数学、美術、体育。
以下は特別な年齢に対応する新しい習う科目である。
5年以降：音楽。8年以降：科学。
8年から：物理。9年から：化学。
他の選択科目もある。
＊中国語・英語の能力が不足の学生に対応して、低い学年にその言語を学習する対策がある。

## 高校部
IBDPとOSSD体系を使用。

### 生徒・教師
IB項目の主任は徐婧（シュ・ジン）。

### 課程

#### IBDP
- 高校1年

初入校の学生は8〜9月間にアメリカの大学（2016年のはカリフォルニア大学バークレー校、2017年のはカリフォルニア大学ロサンゼルス校）で学習して、未来の大学申請や大学生活などを準備する。そして、Pre-IB（IB予備課程）を参加し、イギリスのIGCSE体制の一部将来的IB科目（生物学、化学、地理学、物理学など）を学ぶ。正式のIB学習時間は2年（高校2年と3年）であるから、高校1年で学ぶことはすべて以後の継続学習のために準備である。
- 高校2年と3年　−　正式のIB課程

（一）学科課程：
言語と世界文学（Language A1）、外国語（Language B）、人文社会学（Individuals and Societies）、実験科学（Experimental Sciences）、数学と計算機科学（Math and Computer Sciences）、芸術と選択科目（Arts and Electives）。
課程でほとんど普通レベル（Standard Level）と高級レベル（Higher Level）がある。学生に対する要求は、三つの普通レベルの科目と三つの高級レベルの科目を選択する。
（二）コール課程：
CAS：創造、行動、服務（Creativity, Activity, Service）、TOK：知識論（Theory of Knowledge）、EE：知識拡張性論文（Extended Essay）。

#### OSSD
（一）10年、11年にIBDPの課程（理科、中国文学、数学、体育、知識論、ビジュアル芸術）を採用。
（二）カナダのオンタリオ州教育庁の全部英語教材およびカナダの本土教師の授業。
高校一年生は、初入校の数月間にカナダの学校で学習して、未来のために準備する。

## 学生の課外活動
- 小学部と中学部で多くのフェスティバルやコンテストなどがある。

- 高校部でテニス、卓球、心理学、神経科学、生物学、数学、歴史、模擬国連、フェミニズム、弁論、囲碁、チェス、日本語、スペイン語、ドイツ語などの80個以上のクラブがある。

## 学生の進路
以下は2017年3月31日までのIBDP課程部の学生の主な進路である。
- シカゴ大学
- ジョン・ホップキンス大学
- コーネル大学
- ライス大学
- カリフォルニア大学バークレー校

## 学校の管理者
万瑋（ワン・ウェイ）　校長
臧申衛（ザン・シンウェイ）中共総支部書記・副校長
吉芳（ジ・ファン）中共総支部副書記・紀律検査委員会書記・副校長
胡悦来（フ・ユエライ）中共総支部委員・副校長
蘇晨傑（スウ・チェンジェ）副校長
李勇翺（リー・ヨンアオ）校長補佐

## 学校構造・設施
- 敷地面積　24770m２
- 建築面積　38005m２
- 開放式図書館閲覧室、コンピューター室
- 小劇場、レクチャールーム
- 250メートルトラック、室内温水プール、バドミントン室、サッカー場
- 音楽・美術練習室
- 学生食堂
- 理科専用教室
- 小遊園地
- コンピュータープロジェクターあり教室

## ギャラリー

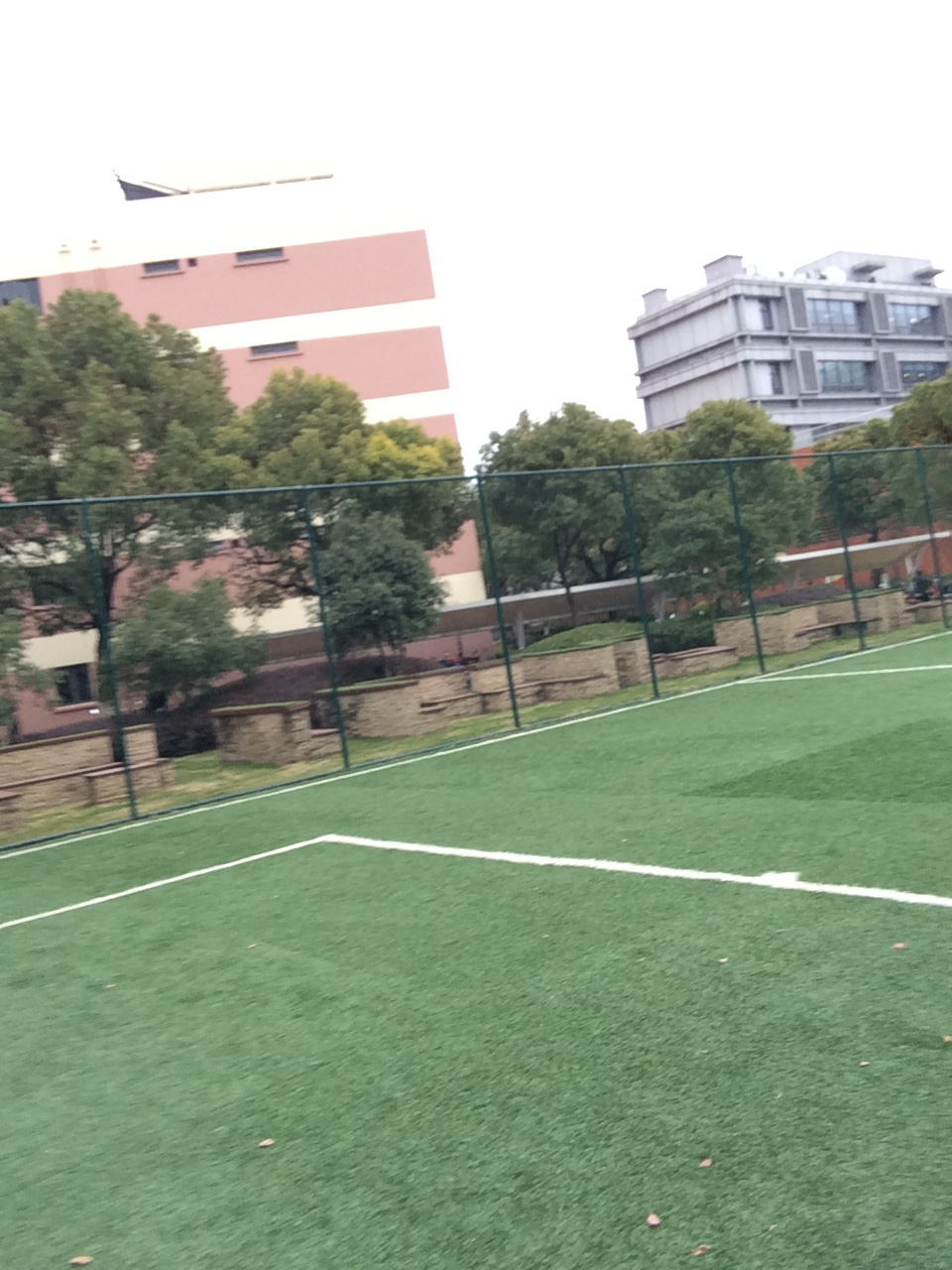
平和学校のサッカー場から教学ビルを望む
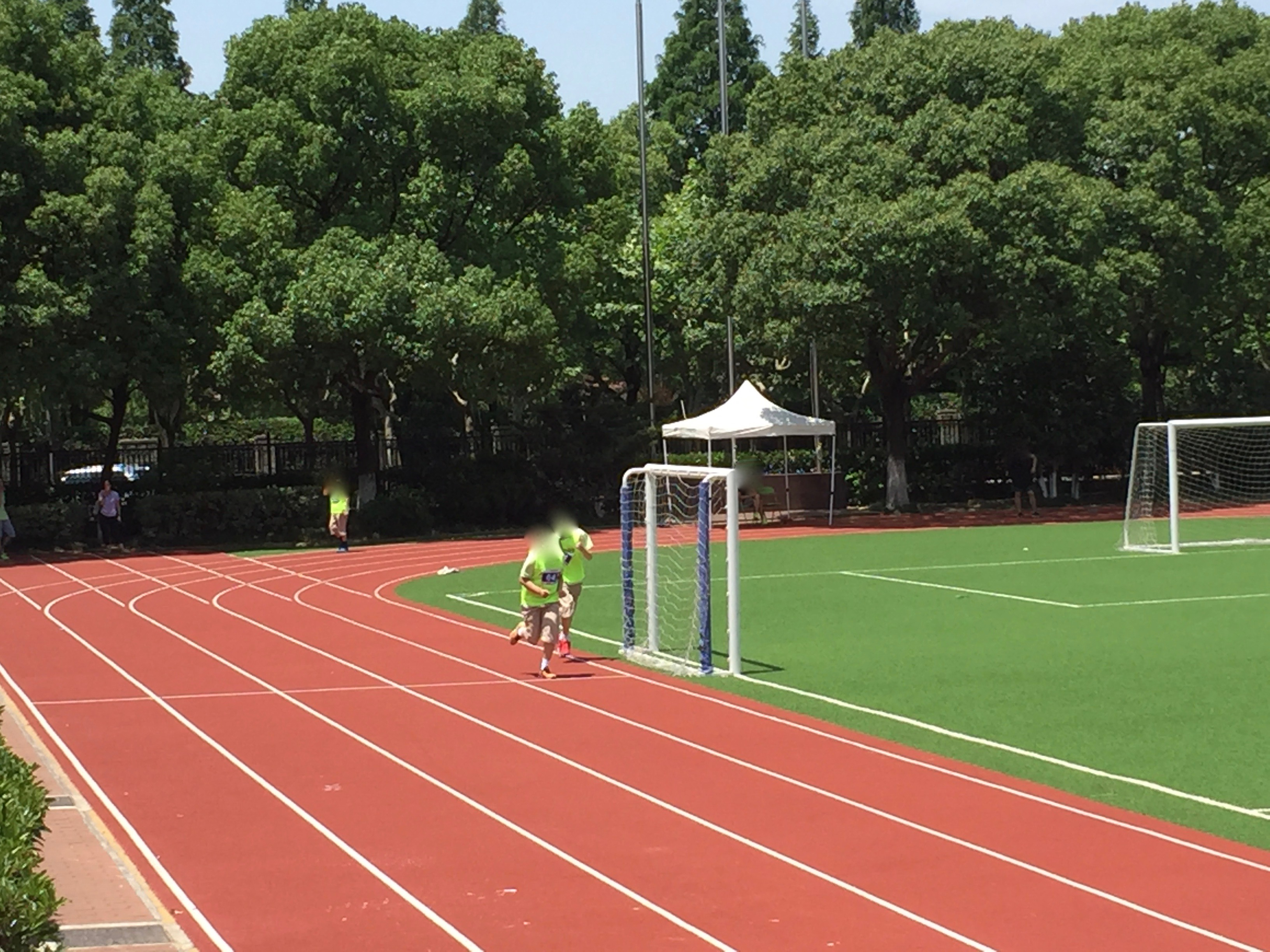
平和学校のトラック
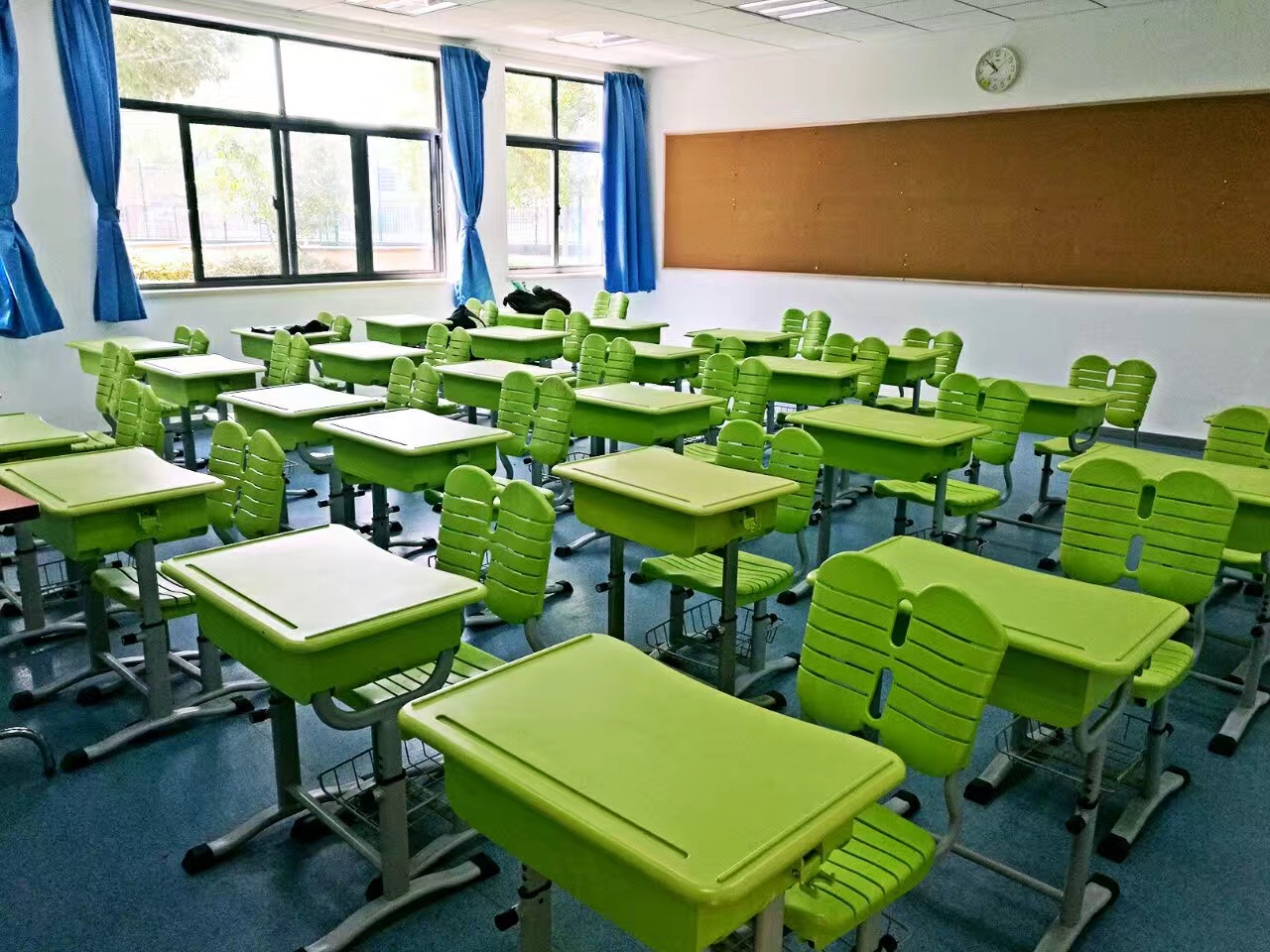
平和学校の教室